# Herman Tuvesson
Herman Emil Teodor Tuvesson (21. října 1902 Vankiva, Švédsko - 2. února 1995 Bjärnum, Švédsko) byl švédský zápasník, čtyřnásobný evropský šampion v řecko-římském zápase v kategorii do 56 kg.
Dvakrát startoval na olympijských hrách. V roce 1932 v Los Angeles vypadl v zápase řecko-římském v kategorii do 56 kg ve třetím kole. O čtyři roky později na hrách v Berlíně obsadil ve stejné váhové kategorii, ale v zápase ve volném stylu, 4. místo.
Evropským šampionem v zápase řecko-římském se stal v letech 1930, 1931, 1934 a 1935. V letech 1933 a 1937 vybojoval stříbro. V roce 1934 vybojoval bronz ve volném stylu.